# Henrik Rummel
Henrik Rummel, född den 26 september 1987 i Köpenhamn i Danmark, är en amerikansk roddare.
Han tog OS-brons i fyra utan styrman i samband med de olympiska roddtävlingarna 2012 i London.